# Mühlrose

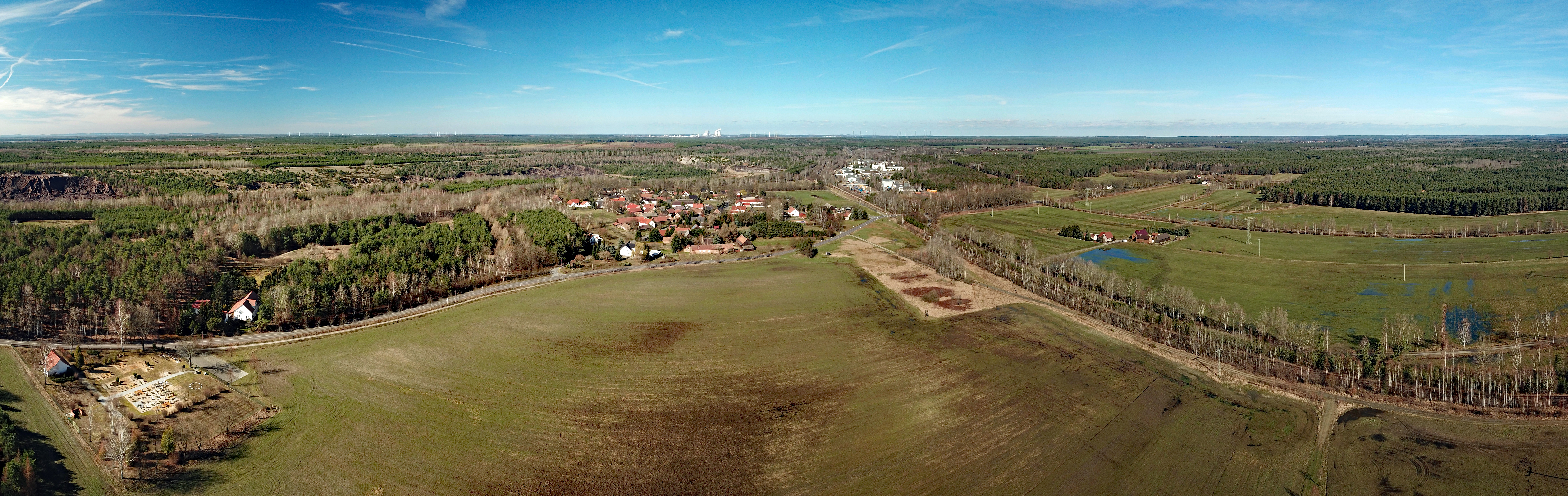
Luftbildpanorama

Mühlrose, obersorbisch Miłorazⓘ, ist seit 1999 ein Ortsteil der Gemeinde Trebendorf im offiziellen sorbischen Siedlungsgebiet im nördlichen Teil des Landkreises Görlitz in Ostsachsen. Mühlrose war nach Einwohnern das kleinste und zugleich nach Fläche das größte der sieben Dörfer der Verwaltungsgemeinschaft Schleife.
In den Mühlroser Ausbauten vor Neustadt/Spree nahm der Tagebau Nochten seinen Ursprung, jahrelang befand sich die Kohleverladung neben dem Dorf. Nachdem der damalige Tagebaubetreiber Vattenfall ab 2008 die Ausweitung des Tagebaus plante, die das Dorf auf einer Halbinsel im Tagebaugebiet mit nur noch einer Zufahrtsstraße hinterlassen hätte, hatten die Einwohner mehrheitlich um ihre Umsiedlung gekämpft. Nach dem Verkauf von Vattenfalls Braunkohlesparte hatte der neue Betreiber LEAG Ende März 2017 sein geändertes Revierkonzept vorgestellt, wonach auf die Erweiterung des Tagebaus verzichtet wird bei gleichzeitiger Inanspruchnahme des Teilfelds Mühlrose. Verbunden damit war die Erschließung eines gemeinsamen Umsiedlungsstandorts zwischen Schleife und Lieskau und die von 2019 bis 2024 (mit einigen Verlängerungen bis 2025) laufende Umsiedlung des Ortes. Nicht von der Umsiedlung betroffen ist die Ortslage Ruhlmühle an der Spree.

## Geographie

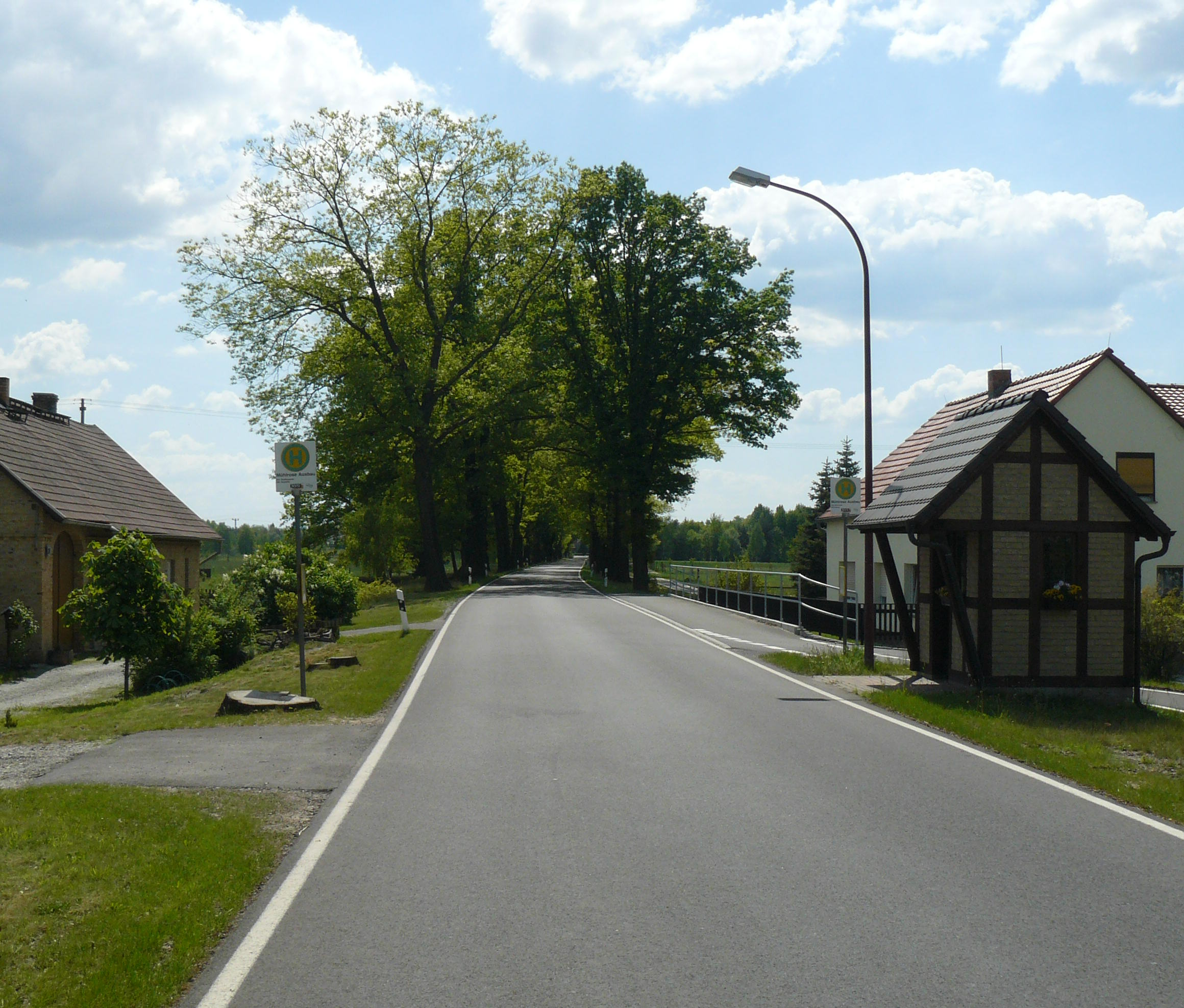
Auf einem Damm gelegene Straße von Schleife nach Mühlrose beim Dorfteil Ausbau

Mühlrose lag in einer waldreichen Gegend südöstlich der Muskauer Heide, etwa 5 km südwestlich des Ortes Trebendorf. Umgeben ist die frühere Ortslage von den Schleifer Ortsteilen Mulkwitz im Nordwesten und Rohne im Norden, dem zum Gemeindegebiet gehörenden Tiergarten im Osten und dem Tagebau Nochten im Süden und Westen. Westlich des Tagebaus durchzieht die Spreestraße (Kreisstraße 8481) kurzzeitig die Gemarkung und stellt eine Anbindung zum an der Spree gelegenen Dorfteil Ruhlmühle zur Verfügung. An diesen grenzt die Gemeinde Spreetal mit dem Neustädter Ortsteil Döschko an.
An das eigentliche Dorf (Gassendorf mit einem Rundling als Ortskern) schloss sich in Richtung Schleife der Dorfteil Ausbau mit verstreuten Gehöften an.

## Geschichte
Das erstmals 1536 urkundlich erwähnte Dorf Mühlrose wurde wahrscheinlich im 12. Jahrhundert von sorbischen Siedlern gegründet.
Nachdem die Familie von Köckritz, die im 14. und 15. Jahrhundert zu den reichsten Adelsfamilien der Lausitz zählte, um 1430 aus Schleife verschwunden war, wurde das Kirchspiel Schleife, zu dem Mühlrose in seiner gesamten Geschichte gehörte, auf drei Grundherrschaften aufgeteilt. Mühlrose zinste zu dieser Zeit – vermutlich zusammen mit Mulkwitz und Tzschelln – den Herren von Pannewitz. Fabian von Schoenaich, der die Herrschaft Muskau zwischen 1551 und 1573 mit Gütern erweiterte, erwarb von den Pannewitzern auch die Ländereien um Mühlrose, Mulkwitz, Tzschelln und die Ruhlmühle, so dass sich das Muskauer Herrschaftsgebiet im Westen bis an die Spree ausdehnte. Die Herrschaft sollte in den nächsten 400 Jahren für die Entwicklung des Dorfes eine tragende Rolle spielen.
Ursprünglich am Rand eines weitreichenden Moorgebietes erbaut, wurde Mühlrose im Lauf der Jahrhunderte durch Anlage von Entwässerungsgräben und Dämmen sowie Rodungen ein Heidedorf mit landwirtschaftlichem Charakter.
Im Dreißigjährigen Krieg blieb Mühlrose trotz seiner abgelegenen Lage nicht verschont. Als 1631 der kaiserliche General Tiessenbach mit seinem Corps in der Herrschaft Muskau lag, ging Mühlrose in Flammen auf. Curt Reinicke von Callenberg, der auf Seiten Sachsens die Schweden aus der Lausitz zurückdrängen konnte, heiratete im Dezember 1644 die Muskauer Burggräfin und leitete alsbald den Wiederaufbau der Herrschaft Muskau ein. Von dem Schafstall, den er in Mühlrose erbauen ließ, erzählt eine sorbische Sage, dass beim Bau auch ein pechverschmierter Stein verwendet wurde und es alle Nächte Spuk gab, bis der Stein entfernt wurde.
Callenbergs Sohn und Nachfolger, Curt Reinicke II. von Callenberg, stritt sich zwischen 1678 und 1690 mit Bauern des Schleifer Kirchspiels um nicht erbrachte Frondienste. Waren es anfangs nur Bauern aus Schleife, so folgten 1686 auch Streitereien mit denen aus Mühlrose, Mulkwitz und Rohne. Fest entschlossen, den bäuerlichen Widerstand zu brechen, nutze er seine herrschaftlichen Möglichkeiten aus. In der Folge flüchteten mehrere Bauern in die benachbarte Herrschaft Hoyerswerda oder ins brandenburgische Lieskau.
Der 1730 gegründeten Schule in Schleife für das gesamte Kirchspiel folgte 1770 eine Winkelschule in Mühlrose, zu deren Schulgemeinde der Nachbarort Mulkwitz gehörte. Ihr Patron war Graf Johann Alexander von Callenberg. Ein Schulgebäude wurde erst 1836 gebaut.

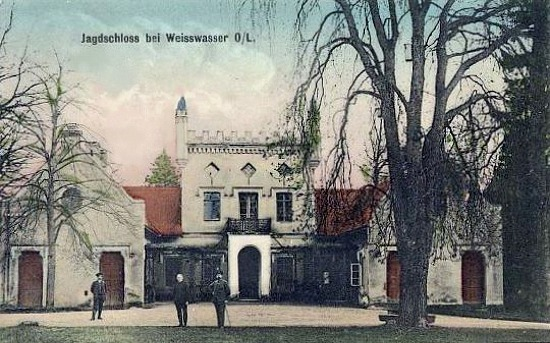
Das Jagdschloss von Norden aus gesehen, Postkarte um 1900.

Obwohl Mühlrose im Randbereich der Standesherrschaft Muskau lag, war der Ort für die Standesherren ein interessanter Standort. An der Spree arbeitete die Ruhlmühle, in Ortsnähe wurden ergiebige Tonvorkommen zur Ziegelproduktion erschlossen und die weiten Wälder zwischen Weißwasser, Trebendorf und Mühlrose luden mit dem dort gebauten Jagdschloss zur Jagd und Erholung ein.

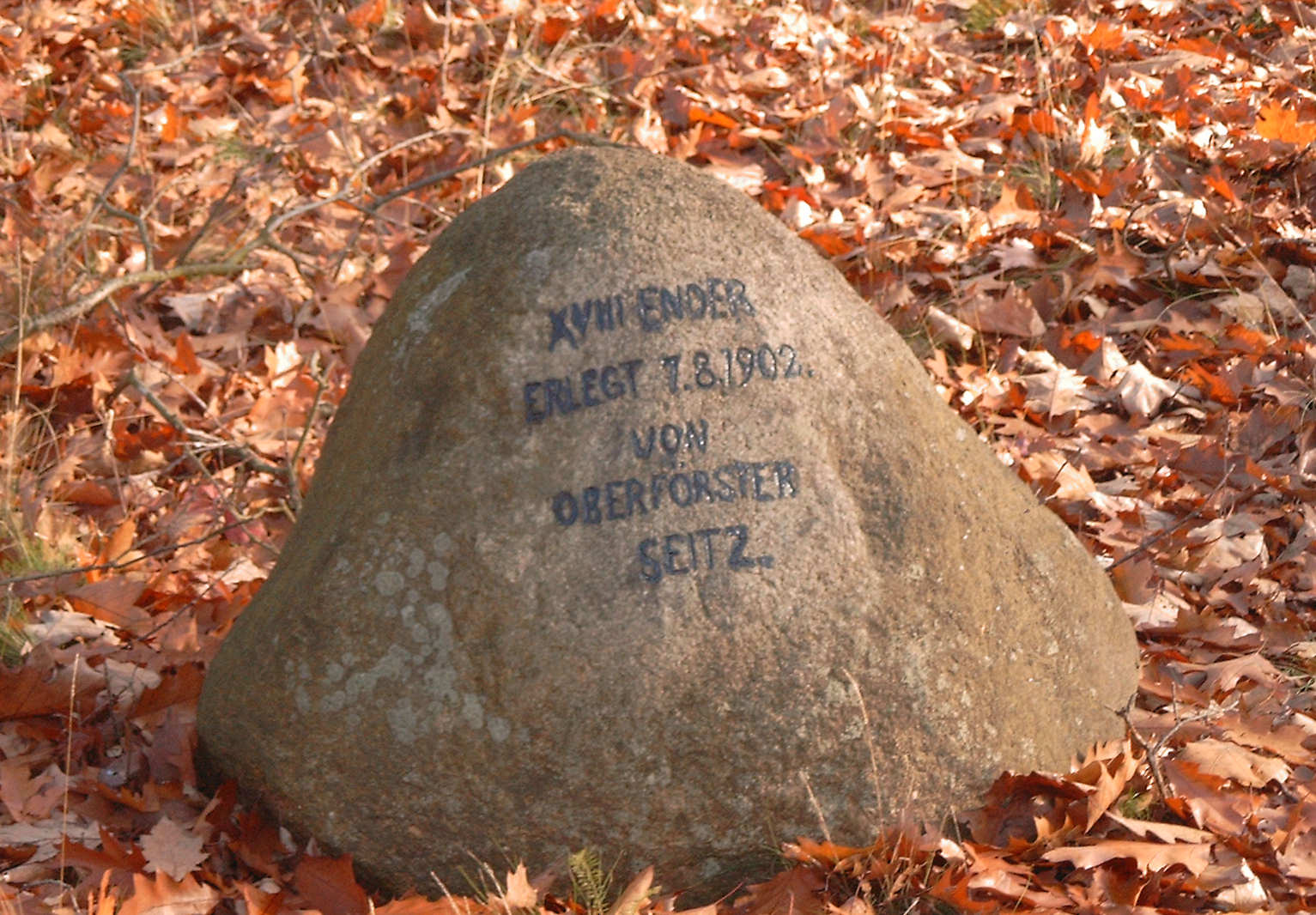
Gedenkstein am Hubertuseck

Die Jagd in den Wäldern um Mühlrose brachte dann auch mehrere Ereignisse, die für die Nachwelt dokumentiert wurden. Der Wolfsstein im Tiergarten erinnert daran, dass am 14. Dezember 1845 der letzte einheimische Wolf an dieser Stelle erlegt wurde. Am Hubertuseck an der Straße zwischen Mühlrose und Schleife erinnert ein Gedenkstein daran, dass am 7. August 1902 vom damaligen Oberförster Seitz ein kapitaler Achtzehnender erlegt wurde.
Gegen Ende des Zweiten Weltkriegs wurden das Jagdschloss und mehrere Gehöfte stark beschädigt oder zerstört.
Der Enteignung und Auflösung der Standesherrschaft nach Kriegsende folgte eine Bodenreform mit der Neuverteilung einiger Ländereien. Sozialistische Strukturen konnten dabei nicht besonders schnell etabliert werden, so dass es erst im Rahmen des „sozialistischen Frühlings“ durch Zwangskollektivierung die Landwirtschaftliche Produktionsgenossenschaft (LPG) „Frohe Zukunft“ gegründet wurde.

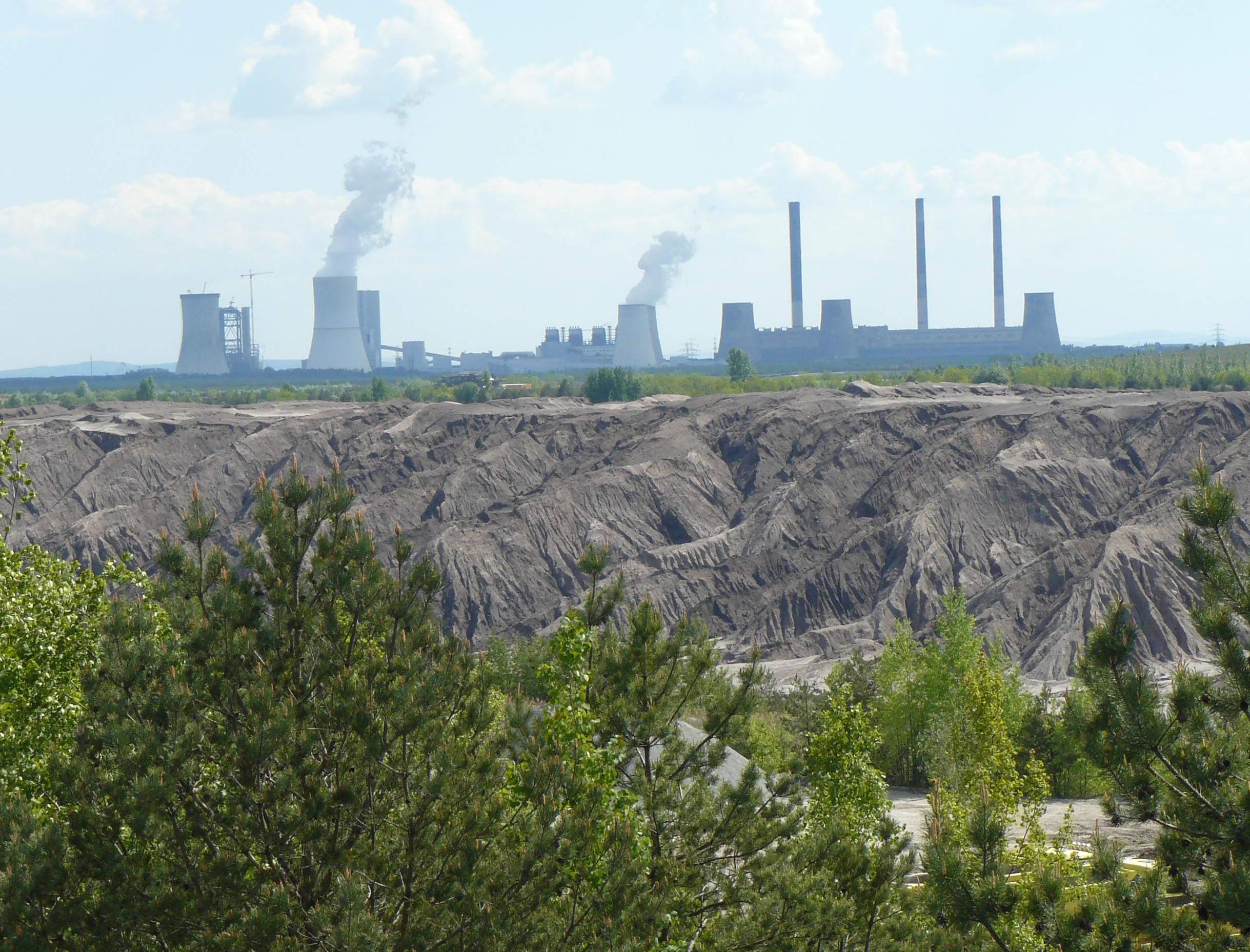
Blick vom Schutzwall über den bereits ausgekohlten Tagebaubereich zum Kraftwerk Boxberg (2008)

Seit den sechziger Jahren wird Mühlrose vom Braunkohleabbau geprägt. Im westlichen Teil des Kreises Weißwasser wurde mit dem Tagebau Nochten ein Großtagebau aufgeschlossen, der bis weit ins 21. Jahrhundert bestehen wird. Ein neuer Friedhof wurde 1962 eingerichtet und der alte 1966/1967 tagebaubedingt umgebettet. In den Jahren 1966 und 1967 wurde der Ortsteil Neustädter Ausbau mit 21 Wirtschaften umgesiedelt. Dieser Prozess wiederholte sich beim Tzschellner Ausbau mit 18 Wirtschaften in den Jahren 1972 und 1973. Der Großteil der betroffenen Einwohner zog dabei aus Mühlrose weg. Das ehemals herrschaftliche Dominium wurde 1969 abgerissen und die LPG 1972 aufgelöst, da ihre Flächen durch den Tagebau in Anspruch genommen wurden.
Im Rahmen einer Übung der Zivilverteidigung wurde 1973 das im Tiergarten gelegene Jagdschloss gesprengt. Übrig blieben nur einige Nebengebäude, die seit 1945 bis zum Abbruch 1998/1999 für Wohnzwecke genutzt wurden.

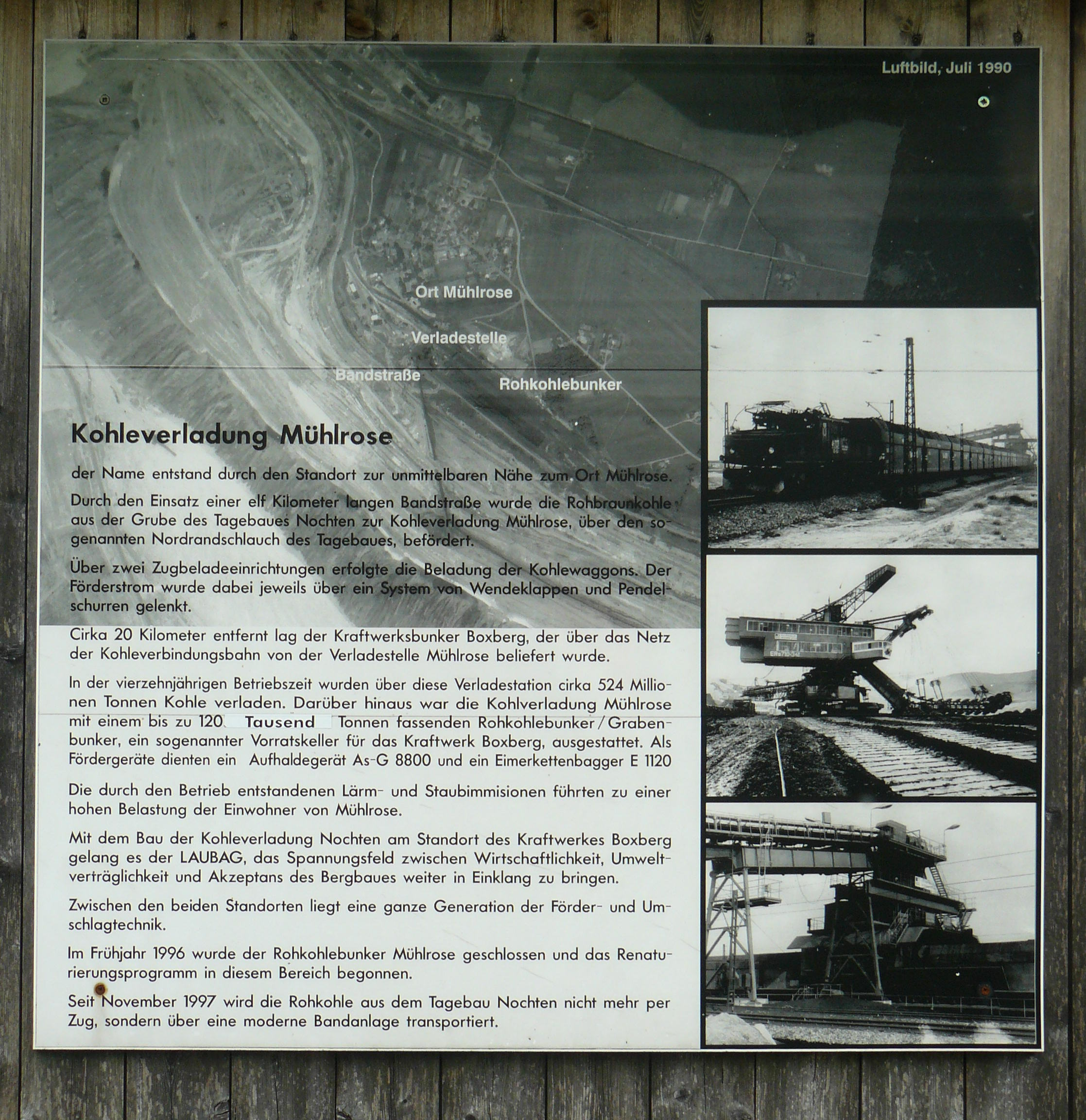
Informationstafel zur Kohleverladung in Mühlrose

In unmittelbarer Ortsnähe entstanden 1973 Kohlebunker und eine Kohleverladung, die bis 1996 in Betrieb war. Die Kohlebahn zu den Kraftwerken Boxberg und Schwarze Pumpe verlief um den Ortskern.
Durch den Bau eines neuen Schulkomplexes in Schleife gingen die Mühlroser Schüler seit 1972 in die Grundschule nach Rohne und anschließend in die Oberschule nach Schleife. Das Schulgebäude in Mühlrose wurde anschließend als Verwaltungsgebäude für den Tagebau genutzt.

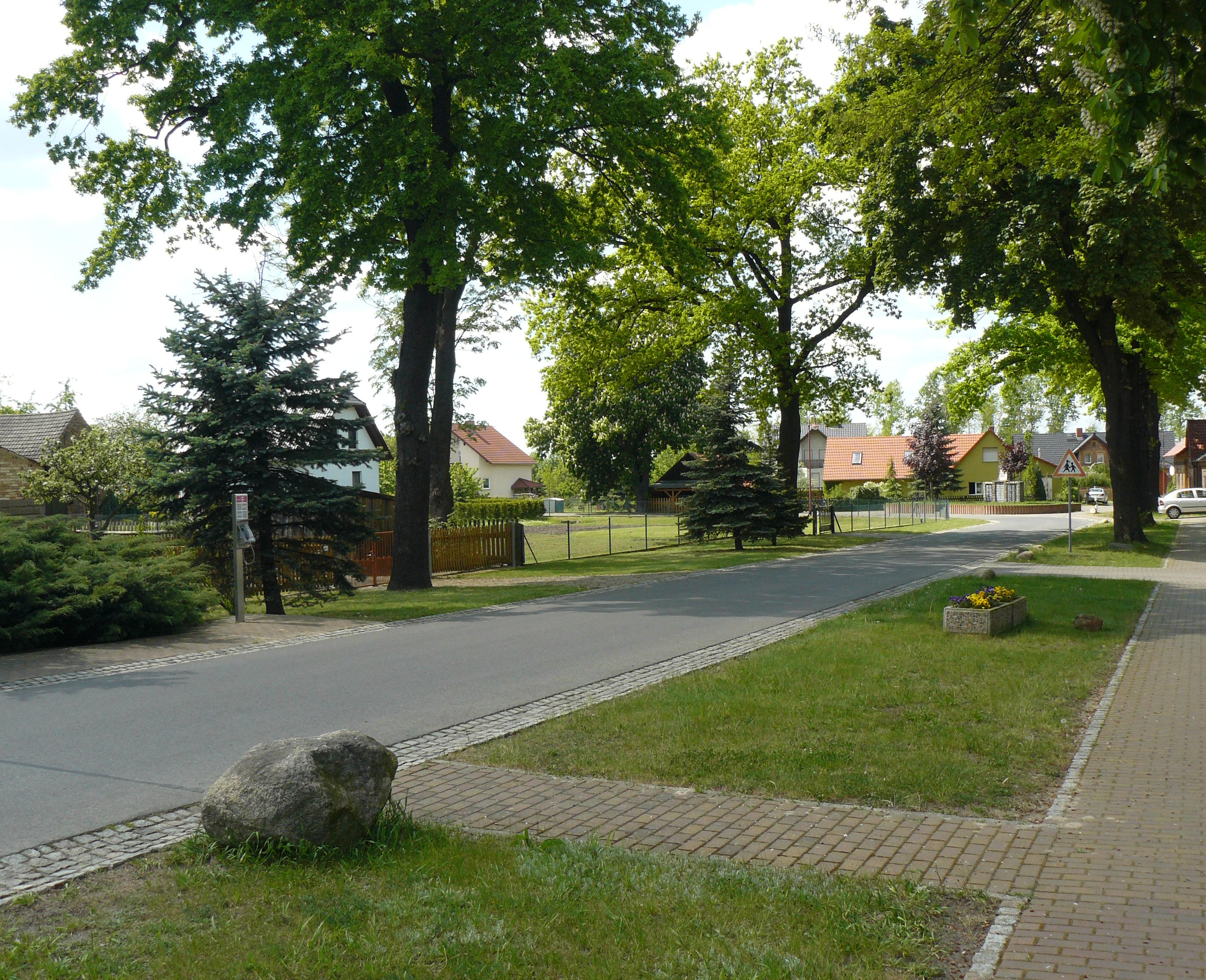
Die jahrzehntelangen Einflüsse des Tagebaubetriebs waren zwischenzeitlich (2008) im Ortskern kaum noch sichtbar.

Die Wende veränderte die Ortsentwicklung nochmals. Mitte der neunziger Jahre zog sich der Bergbau schrittweise aus Mühlrose zurück und nach 45 Jahren wurde das Bauverbot durch den Status des Braunkohleschutzgebiets aufgehoben. Durch bereitgestellte Fördergelder konnten damit erstmals größere Sanierungen im Ortsbild erfolgen.
Zum 1. Januar 1999 schlossen sich die Gemeinden Trebendorf und Mühlrose zusammen, um eine ungewollte Zwangseingemeindung zu vermeiden.
Der Tagebau Nochten nähert sich Mühlrose seit den 2010er Jahren erneut. Da das Dorf halbinselartig in einer Tagebaulandschaft liegen würde, wurde von vielen Einwohnern eine komplette Ortsumsiedlung gewünscht. Am 28. März 2019 wurde der Umsiedlungsvertrag zwischen der Gemeinde und der LEAG abgeschlossen. Die Umsiedlung wurde über privatrechtliche Einzelverträge mit den Grundstücksbesitzern geregelt. Nach dem Eigentümerwechsel der leergezogenen Grundstücke wurden diese zeitnah für die bergmännische Beanspruchung vorbereitet.
Trotz Widerstandes u. a. des BUND, weiterer Umweltverbände sowie des „Serbski sejm“ u. a. aufgrund aus ihrer Sicht mangelnder Notwendigkeit der Abbaggerung infolge des Kohleausstiegs, des Wunsches eines Teils der Mühlroser, in ihrem Ort zu bleiben sowie des Erhalts des sorbischen kulturellen Erbes begann die LEAG im September 2020 vertragsgemäß mit dem Abriss erster Gebäude im Ort, ohne eine bergrechtliche Genehmigung zur tatsächlichen Inanspruchnahme des Ortes zu besitzen. Dies erfolgte auch vor dem Hintergrund, den noch bewohnten Ort nicht zum Ziel von Plünderern zu machen.

### Bevölkerungsentwicklung
| Jahr        | Einwohner |
| ----------- | --------- |
| 1782        | 150       |
| 1825        | 249       |
| 1853        | 391       |
| 1871        | 409       |
| 1885        | 480       |
| 1905        | 572       |
| 1910        | 456       |
| 1919        | 472       |
| 1925        | 515       |
| 1933        | 524       |
| 1939        | 525       |
| 1946        | 586       |
| 1950        | 695       |
| 1964        | 545       |
| 1971        | 362       |
| 1988        | 246       |
| 1990        | 227       |
| 1996        | 230       |
| 1998        | 251       |
| 2000        | 266       |
| 2007        | 235       |
| 2009        | 238       |
| 2014        | 219       |
| 2019        | 188       |
| August 2022 | 140       |
| Januar 2024 | 43        |

Aus dem Jahr 1630, der Dreißigjährige Krieg (1618–1648) dauerte bereits zwölf Jahre an, sind eine Bevölkerung von dreizehn besessenen Mann, zwei Gärtnern und zehn Häuslern übermittelt. 17 Jahre später, kurz vor Kriegsende, hat das Dorf sieben wüste Wirtschaften, ein besessener Mann und sechs Häusler fehlen gegenüber der Zahl von 1630. Weitere Veränderungen sind für das Jahr 1647 nicht zu verzeichnen.
In der zweiten Hälfte des 17. Jahrhunderts änderte sich die soziale Struktur. Die Zahl der besessenen Mann, die sich noch 1630 aus elf Einhüfnern und zwei Halbhüfnern zusammen setzte, nahm auf zehn ab. Keiner von ihnen war mehr Einhüfner, es gab neun Halbhüfner und einen Viertelhüfner. Die Zahl der Gärtner blieb bei zwei, die der Häusler stieg auf zwölf. Es gab eine Wirtschaft weniger als 1630.
In den nächsten 80 Jahren veränderte sich die Bevölkerungsstruktur kaum. Für das Jahr 1777 sind neun besessene Mann, drei Gärtner, elf Häusler und drei Wüstungen überliefert. Fünf Jahre später gab es zwei besessene Mann mehr und vier Häusler weniger. Bis 1810 stieg die Zahl der Häusler von sieben auf dreizehn, ein Bevölkerungsanstieg zeichnet sich ab.
Mühlrose hatte im Jahr 1782 150 Einwohner; 1825 waren es 249. In den nächsten dreißig Jahren kamen rund 140 Einwohner hinzu. Bis zur Reichsgründung 1871 war der Anstieg mit etwa einem Einwohner pro Jahr relativ gering, danach trugen die einsetzende Industrialisierung und der Arbeiterbedarf am aufblühenden europäischen Glasmacherzentrum Weißwasser zu einem erneuten Bevölkerungswachstum (siehe auch Demografie Deutschlands) bei.
Der zwischenzeitliche Einbruch der Zahlen zwischen 1905 und 1910 konnte abgefangen werden. 1914 bis 1945 wuchs die Bevölkerung nur langsam. Nach dem Ende des Zweiten Weltkriegs kamen Flüchtlinge und Vertriebene nach Mühlrose. 1946 verzeichnete Mühlrose wieder mehr Einwohner als um das Jahr 1900. Im Jahre 1950 lebten dort fast 700 Menschen; 1964 waren es 545 Menschen.
Bei den beiden Teilortsabbrüchen Mitte des 20. Jahrhunderts wurden nach amtlichen Angaben 195 Einwohner umgesiedelt. Die Belastungen des Tagebaus ließen die Zahl bis 1990 noch einmal um rund 100 Einwohner schrumpfen, so dass nur noch rund 230 Ortsansässige zu verzeichnen waren. Der Geburtenrückgang und die Abwanderung vor allem junger Menschen waren und sind ein Problem für den Ort. Zwischenzeitlich konnte die Einwohnerzahl durch Zuzug aus den nahe gelegenen Städten zwar kompensiert werden, jedoch verhindert unter anderem der wiederkehrende Tagebau einen dauerhaften Bevölkerungsanstieg.
Nach Arnošt Muka betrug 1884 der Anteil der sorbischen Bevölkerung 99,6 Prozent. Es wurde der Schleifer Dialekt gesprochen und die Schleifer Tracht getragen. 1956 waren immerhin noch 78,4 Prozent des Sorbischen sprachkundig, die Sprache wurde in der Schule jedoch nur noch als Zweitsprache angeboten.

### Ortsname
Namensformen sind beispielsweise 1536 Müllrose und Milleros, 1597 Muhlroß, 1704 Mühlrosa, 1759 Müllerose und 1768 Mühlrose.
Paul Kühnel (1892) und Jan Meschgang (1973) führen den Ortsnamen als Adjektiv auf den altsorbischen Namen Miłorad zurück. Demnach ist Mühlrose der Ort oder die Siedlung eines Miłorad.
Ernst Eichler (1975) greift Kühnels Erklärung des Wortes Miłorad als Zusammensetzung der Glieder miły „lieb“ und rad „gern“ wieder auf, verzichtet dabei jedoch auf die Herleitung von einem Personennamen. Bei der Entwicklung des deutschen Ortsnamens verweist er auf die Bildung der Namen von Lieberose, Gastrose und Müllrose, die allesamt auf -rose enden und sich von der sorbischen Form -raz/-raź ableiten lassen. Ebenso verweist er auf Mühlrädlitz/Schlesien, heute Miłoradzice in Polen.